# Rutilius Taurus Aemilianus Palladius
Rutilius Taurus Aemilianus Palladius (asi v polovině 4. století) byl římský spisovatel.

## Dílo
Zabýval se především zemědělstvím. Zajímavostí je, že jeho dílo mělo značný ohlas v raném středověku.
Nejznámějšího jeho dílem je De re rustica, známo též jako Opus agriculturae, 14 knih o rolnictví a sadařství. Čerpá ze zkušenosti a ze starších pramenů, které neuvádí, ale dovolává se Řeků.
Ottův slovník naučný o něm uváděl: "Slohu z úmyslu nedbá. V knize I. jsou předpisy všeobecné, kn. II.–XIII. popisuje různé práce rolnické dle jednotlivých měsíců. Kn. XIV. napodobena je podle X. knihy Columellovy a skládá se z 85 elegických distich. Věnována je jakémusi Pasiphilovi a jedná o štěpování stromů. Verš je správný, ale pathos nemístný; sloh jednotvárný a drsný."